# In Old California (1910)
In Old California is een Amerikaanse korte stomme film uit 1910, geregisseerd door D. W. Griffith. Het is de eerste film ooit die is opgenomen in Hollywood. De film werd gedistribueerd door de Biograph Company (toen gevestigd in New York.)

## Verhaal
De film is een melodrama over het Mexicaanse tijdperk van de staat Californië. Centraal staat een man genaamd Jose Manuella, een rijke jonge Spanjaard die naar Amerika is gekomen op zoek naar avontuur. Hij wordt verliefd op een vrouw genaamd Perdita Arguello, maar zij is reeds uitgehuwelijkt aan een andere man genaamd Pedro Cortes. Hoewel Perdita ook wel wat ziet in Jose, besluiten ze beiden dat het beter is dat ze toch met Cortes trouwt.
20 jaar later blijkt het huwelijk tussen Cortes en Perdita verre van perfect. Cortes is een waardeloze echtgenoot die al het geld dat Perdita verdient met haar taverne verbrast aan alcohol. Ze hebben samen inmiddels een zoon van 19. Perdita wil voor hem een beter leven dan wat Cortes hem kan geven. Ze gaat daarom naar Manuella, die nu gouverneur is, voor hulp. Hij biedt de jongen een plaats aan in het leger. De jongen wordt echter net als zijn vader een alcoholist.

## Rolverdeling
| Acteur             | Personage         |
| ------------------ | ----------------- |
| Frank Powell       | Governor Manuella |
| Arthur V. Johnson  | Cortes            |
| Marion Leonard     | Perdita           |
| Henry B. Walthall  | Perdita's zoon    |
| Charles Craig      | Soldier           |
| Francis J. Grandon | Soldier           |
| W. Chrystie Miller | Indian Messenger  |

## Achtergrond
Regisseur D.W. Griffith ontdekte Hollywood tijdens een reis naar Californië, en koos deze locatie voor zijn film vanwege de volgens hem mooie omgeving en vriendelijke mensen.
De film raakte kort na de première zoek en werd lange tijd als verloren beschouwd. Mede hierdoor werd lange tijd Cecil B. DeMille’s film The Squaw Man (1914) beschouwd als de eerste film opgenomen in Hollywood. 94 jaar na de première werd de film toch teruggevonden en vertoond op het Beverly Hills Film Festival.
Op 6 mei 2004 werd op 1713 Vine Street, net ten noorden van Hollywood Boulevard, een monument onthuld ter nagedachtenis aan de film.